# Польско-белорусская стена
Польско-белорусская стена — разделительная стена на границе Польши и Беларуси, построенная в 2022 году польскими властями для предотвращения незаконной миграции.

## Предыстория
Поводом для возведения ограждения на границе Польши и Беларуси стал миграционный кризис, возникший весной 2021 года. С лета 2021 года резко возросло количество попыток нелегально пересечь границу Беларуси с Литвой, Латвией и Польшей мигрантами, прибывшими из стран Ближнего Востока и Африки. В период со 2 сентября по 30 ноября 2021 в 183 населенных пунктах Подляского и Люблинского воеводств, прилегающих к границе с Беларусью, действовало чрезвычайное положение.
29 октября 2021 года Сейм принял рассматриваемый в срочном порядке закон о строительстве стены вдоль государственной границы с Беларусью, который после подписания президентом Анджеем Дудой 4 ноября вступил в силу. Строительство сооружения было оценено в 1 миллиард 615 миллионов злотых (более 400 миллионов долларов).

## Строительство
4 января 2022 года заместитель главы МВД Польши Мачей Вонсик объявил о том, что пограничная служба страны подписала договоры с подрядчиками о строительстве стальной стены с колючей проволокой на границе с Беларусью. Общая её длина должна составить 186 километров с обустройством 22 калиток для прохода животных.
24 января пресс-секретарь польской погранохраны Анна Михальская заявила журналистам о готовности к началу строительства стены с 25 января.
Возведение заграждения было окончено 30 июня 2022 года, о чём в микроблоге Twitter сообщил министр внутренних дел страны Мариуш Каминьский.

## Критика
Против строительства стены выступили экоактивисты как в Польше, так и в Беларуси. По их словам, она рассечёт экосистему, в том числе в Беловежской пуще, внесённой в список всемирного наследия ЮНЕСКО, на две части.
Кроме того, политики назвали стену неэффективной для борьбы с мигрантами, приводя в пример подобное сооружение на границах Венгрии с Сербией и Хорватией, построенное в 2015 году, однако не приведшее к окончанию незаконной миграции.